# Otto Schmitt (Kunsthistoriker)
Otto Schmitt, mitunter fälschlich Otto Schmidt (* 13. Dezember 1890 in Weisenau; † 21. Juli 1951 in Ulm) war deutscher Kunsthistoriker und erster Herausgeber des Reallexikons zur Deutschen Kunstgeschichte.

## Leben
Otto Schmitt studierte Kunstgeschichte, Klassische Archäologie und Geschichte in Freiburg im Breisgau, Straßburg und Gießen. 1914 wurde er in Gießen bei Christian Rauch promoviert. Danach bearbeitete er unter anderem als Assistent von Rudolf Kautzsch die Kunstdenkmäler der Stadt Mainz. Von 1915 bis 1919 war er Assistent am Kunstgeschichtlichen Institut der Universität Frankfurt am Main. Er habilitierte sich dort 1919. 1925 wurde er ordentlicher Professor und Direktor des Kunstgeschichtlichen Seminars der Universität Greifswald. Seit 1927 arbeitete er dort zusammen mit Max Semrau an der Konzeption des „Reallexikons zur Deutschen Kunstgeschichte“ und wurde nach Semraus Tod 1928 alleiniger Herausgeber.
1935 wurde er Lehrstuhlinhaber für Kunstgeschichte an der Technischen Hochschule Stuttgart. Zwischen 1938 und 1946 unterrichtete Schmitt ebenfalls an der Akademie der bildenden Künste in Stuttgart und wurde 1947 Honorarprofessor an der Universität Tübingen. Ab 1948 bis zu seinem Tod 1951 war Otto Schmitt auch stellvertretender Erster Vorsitzender des neu gegründeten Verbandes Deutscher Kunsthistoriker.
Rufe nach Bonn, Frankfurt oder Mainz schlug er aus und engagierte sich stattdessen als Dekan der Fakultät für Natur- und Geisteswissenschaften (1946 bzw. 1947/1948) für den Wiederaufbau der Stuttgarter Hochschule. Als Rektor übernahm er 1948/1949 und 1949/1950 zudem die Verantwortung für eine Reform der Hochschule und brachte viele Neuerungen auf den Weg, unter anderem die Neugründung der „Vereinigung der Freunde der Hochschule“ und die Gründung des Hochschulbeirates.
Er starb relativ unerwartet am 23. Juli 1951 in Ulm an einem Herzleiden, an dem er bereits einige Zeit gelitten hatte.

## Wissenschaftliche Arbeit
Die hoch- und spätmittelalterliche Plastik in Deutschland zählte zu den Forschungsschwerpunkten von Otto Schmitt. Hier hat er wesentliche stilgeschichtliche Arbeiten vorgelegt. Eine pädagogische und kommunikative Begabung und seine charismatischen Vortragsweise zeichneten ihn aus.
Bis heute ist sein Name eng mit dem „Reallexikon zur Deutschen Kunstgeschichte“ verbunden, dessen Begründer und erster Herausgeber er war. Es hat als Standardwerk zur Realienforschung noch immer Geltung. Die Redaktion des Reallexikons wurde nach Schmitts Tod am Zentralinstitut für Kunstgeschichte in München weitergeführt. Seit 2007 ist auch eine Online-Fassung verfügbar.

## Schriften (Auswahl)
- Das Südportal des Wormser Domes, (Diss. Gießen 1914), in: Mainzer Zeitschrift 12/13, 1917/18, S. 115–143.
- Gotische Skulpturen des Straßburger Münsters, 2 Bde., Frankfurt a. M. 1924.
- Oberrheinische Plastik im ausgehenden Mittelalter, Freiburg i. Br. 1924.
- Gotische Skulpturen des Freiburger Münsters, 2 Bde., Frankfurt a. M. 1926.
- Die Nikolaus-Kapelle am Wormser Dom. Kunstgeschichtliche Würdigung zur Neueinweihung am 21. Dezember 1930. [Festschrift]. Kranzbühler, Worms 1930.
- Herausgeber und Redaktion des Reallexikons zur Deutschen Kunstgeschichte I, 1937-III, Lfg.1/2, 1951.

- Siehe Bibliografie in: Hans Wenzel (Hrsg.): Form und Inhalt. Kunstgeschichtliche Studien. Otto Schmitt zum 60. Geburtstag am 13. Dezember 1950, Stuttgart 1950.